# Idel Vexler
Idel Alfonso Vexler Talledo (La Huaca, Paita, Piura, 23 de mayo de 1949) es un educador y político peruano. Se desempeñó como Viceministro de Gestión Pedagógica en los gobiernos de Valentín Paniagua, Alejandro Toledo Manrique y Alan García. Fue Ministro de Educación del Perú desde el 17 de septiembre de 2017 en el gobierno de Pedro Pablo Kuczynski hasta el 2 de abril de 2018.

## Biografía
Vexler Talledo nació en el distrito de La Huaca en la ciudad de Paita, departamento de Piura. Es hijo de un inmigrante judío que llegó a Piura entre la Primera y Segunda Guerra Mundial. 
Estudió en el Colegio Salesiano Don Bosco de la ciudad de Piura.
En 1967 ingresó a la Universidad Nacional Mayor de San Marcos para estudiar Ingeniería Geológica; sin embargo se trasladó a la Universidad Nacional de Educación Enrique Guzmán y Valle, en la cual estudió Educación y se graduó en Educación Secundaria. Realizó estudios de Maestría en Calidad Educativa en la misma universidad.
A lo largo de su carrera como docente, ha enseñado las materias de Ciencias Naturales, Química, Biología y Matemáticas.
Fue profesor en el Colegio Nacional Ignacio Merino de la ciudad de Talara, Piura. 
En 1976 ingresó al Colegio León Pinelo como docente y luego fue tutor, coordinador y director. A la par, laboró en planteles públicos como el colegio Fe y Alegría de Collique y Miguel Grau del distrito de Magdalena del Mar.
Es uno de los fundadores del Foro Educativo, ha sido director del Consejo Nacional de Educación, Profesor de la Escuela de Dirección y Gestión Educativa de IPAE y profesor del Centro de Altos Estudios Nacionales.
Fue Viceministro de Gestión Pedagógica del Ministerio de Educación de 2000 a julio de 2001.
En febrero de 2004 fue nombrado nuevamente Viceministro de Gestión Pedagógica, cargo que ocupó en las gestiones de Javier Sota Nadal, José Antonio Chang y Víctor Díaz Chávez hasta su renuncia en el año 2011. Durante sus años de viceministro, promovió la educación inclusiva, la formación cívica, el plan lector y la Carrera Pública Magisterial.
El 17 de septiembre de 2017 fue designado como ministro de Educación por el presidente Pedro Pablo Kuczynski y la presidenta del consejo de ministros Mercedes Aráoz para suceder en el cargo a Marilú Martens, después de que la interpelación y el intento de censura de esta última desencadenaran la censura del gabinete Zavala. Durante su gestión, respaldó "completamente" la decisión de Kuczynski de emitir el polémico indulto a Alberto Fujimori, medida que Vexler calificó como "valiente" y animó a justificarla ante los escolares del país.

## Reconocimientos
- Palmas Magisteriales del Ministerio de Educación del Perú en los grados de Amauta (2017), Maestro (2002) y Educador (1990).
- Doctor honoris causa por la Universidad Inca Garcilaso de la Vega
- Doctor honoris causa por la Universidad Nacional de Educación Enrique Guzmán y Valle
- Medalla de Honor de la Universidad Nacional Mayor de San Marcos en el grado de Gran Cruz (2011)[6]
- Medalla de Honor del Congreso de la República del Perú. (2011)
- Orden al Mérito por servicios distinguidos en el grado de Gran Oficial.
- Condecoración de la Región Piura "Almirante Miguel Grau" en el grado de Gran Caballero (2011)